# Stadio Omar Saroldi
Lo stadio Parque Federico Omar Saroldi è un impianto sportivo di Montevideo, la capitale dell'Uruguay, anche se prevalentemente è usato come campo da calcio. Questo stadio dispone di 6.000 posti a sedere.

## Storia
Originariamente, lo stadio venne chiamato "Olimpia Park", poiché giocava le partite interne la squadra dell'Olimpia Football Club. Dopo che il portiere del River Plate Football Club, Federico Omar Saroldi, morì in seguito a un grave infortunio subito durante un incontro tra la sua squadra ed il Central Español, lo stadio venne intitolato proprio a lui il 4 luglio del 1932.